# Teng Jing-čchao
Teng Jing-čchao (čínsky pchin-jinem Dèng Yǐngchāo, znaky 邓颖超; 4. února 1904 – 11. červenec 1992) byla čínská komunistická politička, v letech 1976–1983 místopředsedkyně čínského parlamentu a poté pět let předsedkyně celostátního výboru Čínského lidového politického poradního shromáždění. Zaujímala též vysoké funkce v Komunistické straně Číny, jako členka ÚV (1956–1987) a politbyra ÚV (1977–1987), současně se podílela na vedení Ústřední komise pro kontrolu disciplíny KS Číny. Byla manželkou dlouholetého premiéra Čou En-laje.

## Život
Rodina Teng Jing-čchao pocházela z okresu Kuang-šan v jihočínské provincii Che-nan, narodila se v Nan-ningu v provincii Kuang-si v chudé rodině. Její otec zemřel, když byla malá, a ovdovělá matka se živila jako učitelka a lékařka. Teng Jing-čchao studovala na ženské škole v Tchien-ťinu, účastnila se Hnutí čtvrtého května, při tom se seznámila s Čou En-lajem, za kterého se v srpnu 1926 vdala.
S Čou En-lajem neměla děti, adoptovali však několik sirotků po zabitých komunistech, včetně pozdějšího premiéra Li Pchenga. Angažovala se hnutí proti svazování chodidel.
Po vzniku Čínské lidové republiky se postupně dostala do vysokých funkcí v čínské komunistické straně i státu. Roku 1956 byla na VIII. sjezdu KS Číny zvolena do ústředního výboru strany a poté opakovaně i na následujících sjezdech do konce 80. let. Ve straně zaujala vysoké funkce po smrti svého manžela (v lednu 1976), v letech 1977–1987 byla členkou politbyra ÚV a v letech 1978–1982 druhou tajemnicí Ústřední komise pro kontrolu disciplíny. Opakovaně byla volena poslankyní čínského parlamentu, Všečínského shromáždění lidových zástupců a v letech 1976–1983 vykonávala funkci místopředsedkyně jeho stálého výboru. Vrcholem její politické kariéry byla funkce předsedkyně celostátního výboru Čínského lidového politického poradního shromáždění.
V letech 1987/1988 odešla z politiky, zemřela v Pekingu roku 1992.
V Tchien-ťinu bylo roku 1998 otevřen Památník Čou En-laje a Teng Jing-čchao.